# La Graine et le Mulet
La Graine et le Mulet (francès: El gra i la llissera), titulada Couscous al Regne Unit, és una pel·lícula dramàtica del 2007 franco-tunisiana dirigida per Abdellatif Kechiche. La pel·lícula és protagonitzada per Habib Boufares com un immigrant envellit del Maghrib, l'ambició del qual d'establir un restaurant d'èxit com a herència per a la seva família nombrosa i dispar es troba amb l'oposició escèptica de la burocràcia francesa.
El títol francès de la pel·lícula fa referència a un "gra de cuscús" i la llissear, un tipus de peix petit, tots dos populars a la cuina tunisiana. Els dos ingredients constitueixen tant l'element bàsic de la dieta de la seva família extensa com el menú sobre el qual té previst establir el seu restaurant.

## Argument
Slimane Beiji (Habib Boufares) és el cap divorciat d'una família franco-àrab que viu a Seta. Quan se'l veu obligat a deixar la seva feina a la drassana local, interactua en una sèrie de vinyetes ampliades amb diversos membres de la seva família extensa, com ara la seva exdona, Souad, els seus fills i filles, els seus marits i dones i els seus néts. Decidit a deixar un llegat a la seva estimada família, i animat per la filla de la seva parella de sempre, Rym (Hafsia Herzi), persegueix el seu somni de convertir un vaixell en ruïnes en un restaurant familiar que s'especialitzarà en el cuscús de peix de la seva exdona, un àpat que prepara cada diumenge per a tota la família.
Amb l'ajuda entusiasta d'en Rym, Slimane sol·licita les llicències i préstecs pertinents, però aviat es troba agenollats davant dels tràmits burocràtics. Sens permís, Slimane recluta els seus fills per ajudar amb la renovació i organitza una gala d'obertura d'un gran sopar, a la qual convida els nombrosos buròcrates sobre la decisió dels quals queda el destí del projecte, en un intent de demostrar la viabilitat de l'empresa. La nit en qüestió l'assistència és alta, tot i que destaca per la seva absència la seva parella de sempre, Latifa. Insultada i amenaçada per la implicació de Souad en el projecte, la cuinera del restaurant i creadora del cuscús de peix fonamental, Latifa es nega a abandonar el seu hotel. La Rym li demana que assisteixi, animant-la a aprofitar l'oportunitat per fer gala de la seva relativa joventut i bellesa davant de Souad, i finalment cedeix.
Després d'haver preparat el cuscús, el peix, les verdures i la salsa en grans calderes metàl·liques, Souad envia el menjar al vaixell amb els seus fills i surt del seu apartament a buscar un "pobre" perquè pugui donar un plat de menjar que sol reservar els menys afortunats. Al restaurant, els fills descarreguen els calders metàl·lics i les dones serveixen vi i aperitius als convidats. Els convidats, parlant entre ells, comencen a parlar de manera positiva i ansiosa sobre el probable èxit del restaurant, ara preocupats perquè pugui allunyar els clients dels altres restaurants de la zona. El fill de Slimane, Majid, mentre mira la multitud, s'adona de la dona d'un buròcrata amb qui ha tingut diverses relacions sexuals il·lícites i decideix marxar en silenci. Li diu al seu germà que li digui a la resta de la família que ha anat a ajudar un amic que té un vehicle avariat a l'autopista. Les dones comencen a escalfar el menjar quan noten l'absència del cuscús. El pànic augmenta quan descobreixen que està definitivament absent i en Majid, que ha agafat el cotxe que encara conté el calder metàl·lic al maleter, no li contesta el telèfon. Sabent que trigarà almenys una altra hora a cuinar un nou lot, continuen trucant frenèticament a Majid i intenten trucar a Souad, que està a la recerca d'un desafortunat que necessita un plat de cuscús. Slimane porta la seva moto a l'edifici d'apartaments de Souad per trobar-la.
Al menjador els comensals, malgrat els intents de les dones d'emplatar-los amb assegurances i licor de dàtils, es tornen extremadament inquiets. Els seus comentaris es tornen desagradables i molesten les cambreres. Quan no pot trobar la seva exdona, Slimane abandona l'edifici d'apartaments per trobar la seva moto robada. Els culpables, tres nois joves, s'asseuen damunt de la bicicleta robada a l'altra banda del riu i es burlen d'ell. Corre darrere d'ells, però cada vegada que s'aturen per burlar-se d'ell avancen abans que els pugui posar al dia.
Les tensions al menjador assoleixen un màxim i en Rym decideix intervenir. Ella xiuxiueja als músics, i de sobte la música s'atura i els llums s'apaguen. Quan tornen, Rym es presenta davant els comensals reunits amb un vestit vermell de dansa del ventre. Els músics toquen per a ella i ella entra als convidats amb una actuació fervorosa, carregada d'energia juvenil i sexual. Latifa aprofita l'oportunitat per baixar del vaixell i tornar a l'hotel per començar una nova olla de cuscús.
Mentre la Rym balla i sua, la seva mare puja per la passarel·la amb un nou calder de cuscús, mentre que la Slimane continua perseguint els joves per l'edifici d'apartaments. Finalment s'enfonsa de genolls, abans de caure a terra, immòbil.

## Repartiment
- Habib Boufares com a Slimane Beiji, un treballador d'una drassana de seixanta anys i immigrant del Maghrib. Divorciat de la seva primera dona, Souad, viu a l'Hotel de l'Orient, propietat de Latifa i la seva filla Rym.
- Hafsia Herzi com a Rym, la precoç filla de vint anys de l'hostalera Latifa i una immigrant de segona generació. Ella veu Slimane com el seu pare i treballa per ajudar-lo a fer realitat la seva ambició de crear un restaurant de cuscús.
- Hatika Karaoui com a Latifa, propietària de l'Hotel de l'Orient i amant de Slimane.
- Bouraouïa Marzouk com a Souad, l'exdona de Slimane de la mateixa edat i matriarca de la seva família. Viu en un edifici d'apartaments al pis de sota del seu fill Hamid i cuina regularment un gran àpat diumenge de cuscús per a la seva família extensa.
- Farida Benkhetache com a Karima, filla de Slimane i Souad. Treballa en una fàbrica de conserves de tonyina i té dos fills petits amb el seu marit.
- Abdelhamid Aktouche com a Hamid
- Alice Houri com a Julia, una jove immigrant russa casada infeliçment amb Majid. Se sent aïllada i sense el suport de la seva gran família, es deixa sola tot el dia i sovint tota la nit per cuidar el seu fill petit amb només el seu germà per consol i ajuda. Tanmateix, intenta participar en l'esforç per establir el restaurant de cuscús.
- Cyril Favre com a Sergei, el germà solidari i diplomàtic de la Júlia que intenta suaument reconciliar en Slimane i la seva família amb el patiment de la seva germana i la negligència de Majid.
- Sami Zitouni com a Majid, el fill gran de Slimane i Souad. Casat amb la immigrant russa Júlia i amb un fill nadó, és un famós filander; tot i que descuida la seva pròpia família jove, encara participa plenament en la vida de la seva família extensa.
- Sabrina Ouazani com a Olfa, una altra de les filles de Slimane de Souad i germana petita, encarregada de tenir cura dels fills més petits de la família extensa.
- Mohamed Benabdeslem com a Riadh, el fill petit de Slimane amb Souad. Un adolescent amb un bigoti naixent, ajuda a renovar el vaixell-restaurant sota la supervisió del seu pare i manté un enamorament romàntic amb Rym.
- Henri Cohen com Sr. Dorner, el tinent d'alcalde de la ciutat portuària responsable d'autoritzar els permisos d'atracada de Slimane per al seu vaixell-restaurant. Un home poderós a la ciutat, està previst com a candidat potencial a l'alcaldia.
- Violaine de Carné com a Mme. Dorner, l'esposa del tinent d'alcalde i aventura casual del fill de Slimane, Majid.
- Carole Franck com a La veïna d'un noi
- Bruno Lochet com a Mario

## Recepció crítica
La Graine et le Mulet té una puntuació de 83/100 a Metacritic i una puntuació del 92% a Rotten Tomatoes, amb el consens crític afirmat per aquest últim agregador com: "Un retrat complex d'una família immigrant, La Graine et le Mulet és una pel·lícula íntima i extensa amb moltes actuacions excel·lents." La pel·lícula va aparèixer a les deu millors llistes de la crítica de les millors pel·lícules del 2008. A. O. Scott de The New York Times la va nomenar la tercera millor pel·lícula del 2008, Andrew O'Hehir de Salon  la va nomenar la sisena millor pel·lícula del 2008, i Scott Foundas de LA Weekly la va nomenar la setena millor pel·lícula del 2008 (juntament amb Un conte de Noël).
Wesley Morris, crític de cinema del Boston Globe, escrivint per l’acompanyament crític en línia de la pel·lícula, assenyala que la pel·lícula és "essencialment un retrat d'una família extensa la dinàmica de la qual es replanteja contínuament en una col·lecció de escenes llargues i plenes d'esdeveniments". El repartiment interpreta "persones reals, no símbols, reclusos, mainaderes o altres persones indignificades", i "les seves preocupacions tenen poc a veure amb l'opressió o la xenofòbia obertes". Lloa Abdellatif Kechiche perquè "la narració d'aquesta pel·lícula és secundària a la naturalesa humana..." Ell anomena la dansa del ventre en la seqüència final "complexament concebuda i realitzada, i diu que "la ballarina utilitza el sexe i l'exotisme cultural per distreure les taules d'antics nadius blancs civilitzats però de sobte inquiets”. Kechiche "ens convida a reconèixer una veritat fonamental sobre els àrabs —o qualsevol gent de color— en la història de les pel·lícules: els estereotips venen."

## Premis y nominacions
| Any  | Premi                                 | Categoria                                  | Resultat  |
| ---- | ------------------------------------- | ------------------------------------------ | --------- |
| 2007 | Festival de Venècia                   | Lleó d'Or                                  | Nominat   |
| 2007 | Festival de Venècia                   | Gran Premi del Jurat                       | Guanyador |
| 2007 | Festival de Venècia                   | Premi Marcello Mastroianni (Hafsia Herzi)  | Guanyador |
| 2007 | Festival de Venècia                   | Premi FIPRESCI                             | Guanyador |
| 2007 | Festival de Venècia                   | Premi SIGNIS - esment d'honor              | Guanyador |
| 2007 | Festival de Venècia                   | Premi del Cinema Jove                      | Guanyador |
| 2007 | Premi Louis-Delluc                    | Millor pel·lícula francesa de l'any        | Guanyador |
| 2008 | Prix Lumière                          | Millor director                            | Guanyador |
| 2008 | Prix Lumière                          | Actriu més prometedora (Hafsia Herzi)      | Guanyador |
| 2008 | Étoiles d'Or                          | Millor pel·lícula                          | Guanyador |
| 2008 | Étoiles d'Or                          | Millor director                            | Guanyador |
| 2008 | Étoiles d'Or                          | Millor guió                                | Guanyador |
| 2008 | Étoiles d'Or                          | Revelació femenina (Hafsia Herzi)          | Guanyador |
| 2008 | Premis César.                         | Millor pel·lícula                          | Guanyador |
| 2008 | Premis César.                         | Millor director                            | Guanyador |
| 2008 | Premis César.                         | Millor guió original                       | Guanyador |
| 2008 | Premis César.                         | Millor actriu revelació (Hafsia Herzi)     | Guanyador |
| 2008 | Premis César.                         | Millor muntatge                            | Nominat   |
| 2008 | Sindicat francès de crítics de cinema | Premi de la crítica a la millor pel·lícula | Guanyador |
| 2008 | David de Donatello                    | Millor pel·lícula europea                  | Nominat   |
| 2008 | 21ns Premis del Cinema Europeu        | Premi FIPRESCI                             | Guanyador |
| 2009 | Premis Independent Spirit             | Millor pel·lícula estrangera               | Nominat   |